# Aplidium uteute
Aplidium uteute är en sjöpungsart som beskrevs av Monniot 1987. Aplidium uteute ingår i släktet Aplidium och familjen klumpsjöpungar. Inga underarter finns listade i Catalogue of Life.